# Гирліште
Гирліште (рум. Gârliște) — село у повіті Караш-Северін в Румунії. Входить до складу комуни Горуя.
Село розташоване на відстані 347 км на захід від Бухареста, 14 км на південний захід від Решиці, 79 км на південний схід від Тімішоари.

## Населення
За даними перепису населення 2002 року у селі проживали 383 особи.
Національний склад населення села:
| Національність | Кількість осіб | Відсоток |
| -------------- | -------------- | -------- |
| румуни         | 369            | 96,3%    |
| хорвати        | 7              | 1,8%     |
| німці          | 6              | 1,6%     |

Рідною мовою назвали:
| Мова       | Кількість осіб | Відсоток |
| ---------- | -------------- | -------- |
| румунська  | 372            | 97,1%    |
| хорватська | 6              | 1,6%     |